# Arxiu Capitular de Barcelona

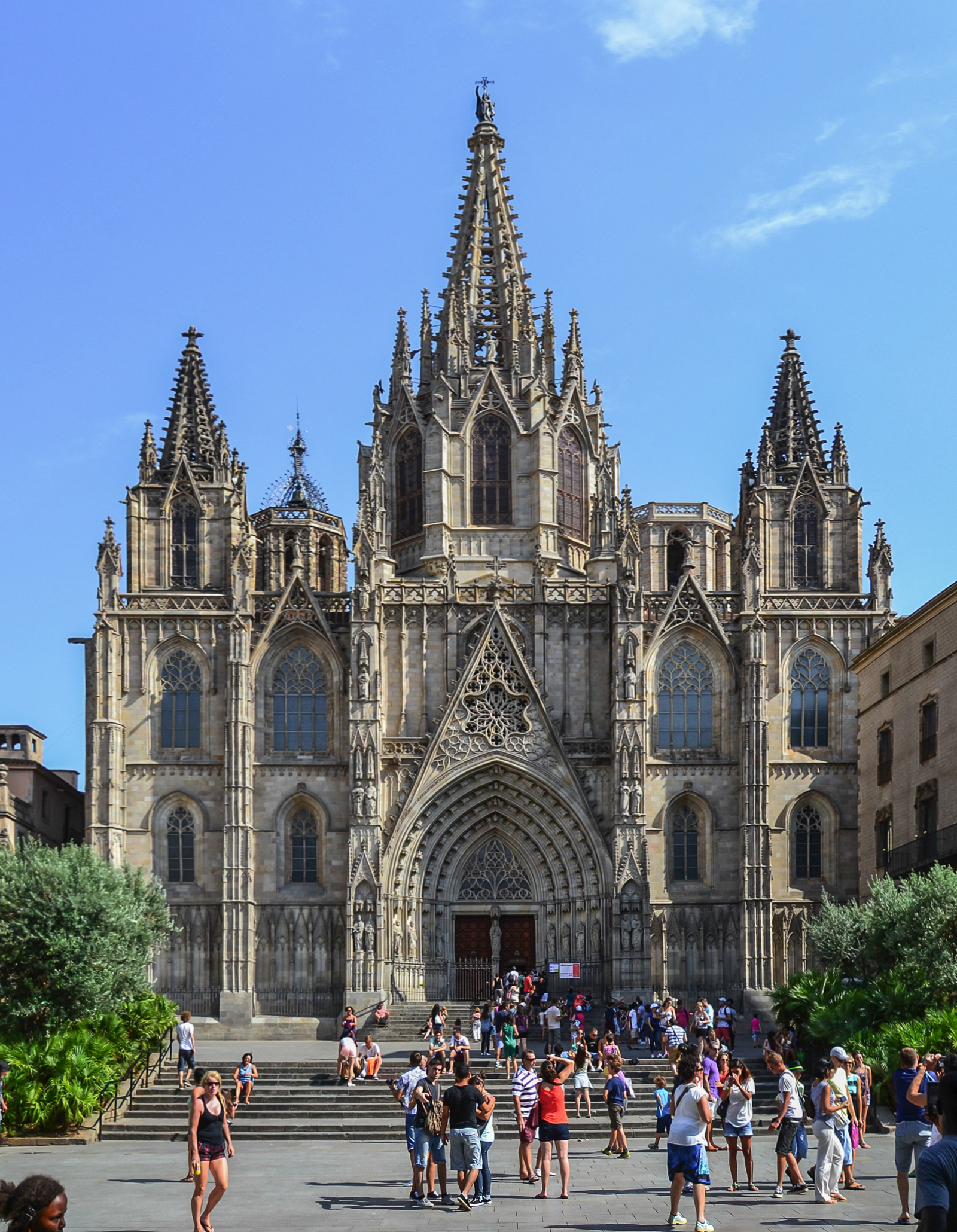
Façana de la catedral de Barcelona abans de la restauració iniciada el 2005. La catedral de Barcelona conserva l'Arxiu Capitular de la S. E. Catedral Basílica de Barcelona

L'Arxiu Capitular de Barcelona oficialment Arxiu Capitular de la Santa Església Catedral Basílica de Barcelona (acrònim: ACB) és l'arxiu eclesiàstic encarregat de la conservació i divulgació dels documents generats per la catedral de Barcelona i totes les administracions que se'n deriven.
L'ACB, és al Pla de la seu sense número, integrat en el conjunt arquitectònic de l'església. És dirigit pel canonge arxiver Robert Baró Cabrera, i anteriorment pel doctor Josep Baucells i Reig, traspassat el mes d'abril de 2021. Té uns fons documentals que daten (els més antics) del s. IX, i que arriben fins a l'actualitat. L'arxiu, disposa de 1.400 m lineals.
L'administra el capítol, l'òrgan que actua com a consell assembleari del Bisbe d'una catedral (també emprat en el cas dels monestirs i dels col·legiata). El Capítol es reuneix a la sala capitular o aula capitular de la mateixa catedral. La seva funció és realitzar certes pràctiques de pietat o la presa d'acords d'interès comú pel conjunt de la comunitat religiosa. A més, el Capítol, conserva i gestiona l'arxiu capitular, que actua d'arxiu històric de la catedral i d'arxiu d'aquesta, entre altres documents, conté resolucions del capítol catedralici, documentació referent a l'adquisició i administració de béns. A més, disposa de documentació de poblacions del bisbat i d'una biblioteca auxiliar.
A Catalunya, hi ha vuit fons capitulars (Barcelona, Tarragona, Girona, Terrassa, Vic, Manresa, Tortosa, La Seu d'Urgell), dels quals sis disposen d'arxiu.

## Història[5]

### L'arxiu paleocristià i visigot i els inicis de l'arxiu capitular de Barcelona (s. IV-IX)
A Barcelona hi ha bisbes des del segle iv i conté documentació que data la primera catedral de la ciutat al S. VI, però no es conserven documents a l'arxiu capitular de la ciutat fins al S.IX a causa de la crema dels primers arxius paleocristians i visigots, després de l'ocupació sarraïna de la ciutat.
El 13 de juny de 844, Carles el Calb concedeix a Barcelona la possibilitat de crear un arxiu on començar la recopilació de documents del «Libri Antiquitarum» o Cartulari de la Catedral. Malauradament, d'aquest segon intent de crear un arxiu capitular a la ciutat de Barcelona, només en conservem un centenar de documents, ja que el 6 de juliol del 985 la ràtzia d'Almansor, cabdill del califat de Còrdova, cremarà de nou l'arxiu.

### L'arxiu medieval i modern (s. IX-XVIII)
Recuperada la ciutat de la ràtzia, la catedral continua amb la compilació i conservació de la documentació, i a l'octubre del 1011, el sacerdot Vilara donarà el primer llibre conegut de la biblioteca auxiliar de l'arxiu capitular de la ciutat. Així l'arxiu iniciarà el creixement (tant de l'arxiu com de la biblioteca) a través de l'adquisició de publicacions, l'encàrrec directe per a la redacció de noves obres o la recopilació la documentació referent al Capítol.
El 1275, Jaume I li donarà el darrer impuls amb l'autorització de la notaria del Capítol (fins a finals del XIX), un dels fons documentals més importants de l'arxiu. Al S. XIII es crearà la notaria pròpia i es farà el primer ordenament de la seva documentació i la transcripció dels documents més importants (uns 2.790), que formen els quatre volums del Cartulari de la Seu, anomenat «Libri Antiquitatum». El març del 1383, el Capítol ubica l'arxiu a l'actual capella de les Ànimes a causa del volum que pren l'arxiu, i al cap de sis anys a la capella de Sant Pacià.
Al llarg del S. XIV es creen noves sèries documentals. En destaquen: Obra, 1325; Administració de la Caritat, 1331; Testaments de la Pia Almoina, 1331; Resolucions capitulars, 1342; Administració dels Aniversaris, 1357; Constitucions Capitulars, 1394; etc. En quedar petita la nova ubicació es divideix la biblioteca i l'arxiu, creant l'«Arxiu vell», que al cap d'un segle es destinarà a la conservació de la documentació en fase inactiva. El primer bibliotecari conegut serà Monsenyor Pere Oller, i el primer arxiver de la seu Guillem de Clariana.
El juliol del 1523, el notari barceloní Joan Vilana és nomenat arxiver de la seu i estableix les directrius que regulen l'arxiu i la feina dels seus arxivers. Sota el seu mandat s'instal·larà l'arxiu sobre la galeria de la part de l'Evangeli de la catedral, el 1535, instal·lacions que es coneixeran com a «Arxiu major». Monsenyor Francesc Tarafa i Çavall, successor de Vilana, començarà a sistematitzar l'elaboració dels spécula i inventaris de l'arxiu de la catedral, tasca que continuarà Jaume Caresmar.

### Declivi i reordenació definitiva (s. XIX i XX)
Al segle xix l'arxiu perd, progressivament, el seu valor administratiu. El 1869, per ordre governativa, tancarà durant una dècada: serà abandonat i els seus fons restaran desordenats. Més endavant, Monsenyor Josep Mas i Domènech reorganitzarà i catalogarà els seus fons, n'ordenarà els pergamins en quatre sèries integrades per unes 10.000 unitats i publicarà, en quatre volums, les regestes del cartolari de la catedral. Durant la guerra civil a l'estat espanyol l'arxiu canviarà d'ubicació, primer al convent de l'Esperança, i els incunables a la biblioteca de Catalunya, i el 1938, al monestir de Pedralbes, i algunes sèries a Viladrau o al Montseny fins a l'any 1939, que amb la victòria feixista, l'arxiu torna a la seva seu original.
Aleshores, Montsenyor Sanabre i Sanromà (el nou arxiver diocesà) comença el reordenament i el 1948 en publica l'inventari definitiu. A partir del 1951 l'arxiu publica la revista «Scrínium», uns 22 volums amb diversos monogràfics d'història i bibliografia referent als seus fons documentals.
Als anys seixanta s'obre l'arxiu a l'exterior i es recobra com a arxiu de consulta per a tots els investigadors. El 1965 comencen les obres de la nova seu de l'arxiu sobre les dues naus del claustre i amb equipaments punters. També es fa una revisió completa i s'intenten refer les sèries originals de l'arxiu, abans de la seva definitiva instal·lació en la nova seu. Finalment el 3 de maig de 1969 s'inauguren les noves dependències de l'arxiu.

## Edifici
L'arxiu, se situa definitivament en les dues terrasses superiors de les naus del claustre. Aquestes instal·lacions serviran per clausurar les que anteriorment ocupava l'arxiu, també en la mateixa catedral de Barcelona, des del 1535. Aquestes disposen de Biblioteca, sala de lectura i dipòsit amb una capacitat de 1.400 m lineals.

## Fons
L'arxiu capitular de Barcelona és un dels més complets de l'estat espanyol. Malgrat no disposar dels documents paleocristians i visigots, i havent perdut part dels documents originals de la seva segona etapa el 985, disposem en ell d'abundant documentació des del S. IX i fins al S. XVIII. En aquest període l'arxiu esdevé una peça clau en l'estudi de la història de la ciutat comtal i d'algunes poblacions del bisbat de Barcelona.
Malgrat no disposar d'una interfície digital avançada, els arxius estan adequadament catalogats i tots ells han estat publicats i revisats diverses vegades. A continuació llistem els continguts dels seus fons, que contenen documents, alhora, de diverses institucions en depenen.
I. Obra de la Catedral
1. lLibres d'Obra 1325-1999 274
2. Albarans 1451-1824 164
3. Altres llibres de l'obra 1438-1913 24
4. Façana 1829-1917
5. Documents diversos 1977-1988
6. "Ius tabulae" ("Esposalles") 1451-1905
II. Sagristía
1. Sagristía en general 1383-1816
- Albarans 1452-1824
- Altres llibres 1377-1989
2. Llibres sacramentals:
- Batetjos 1535-1999
- Esborranys de batetjos 1871-1999
- Decrets d'esmena 1607-1999
- Confirmacions 1693-1999
- Matrimonis 1573-1999
- Òbits 1560-1999
- Parroquies provisionals de Barcelona 1822-1824
3. Escolans 1589-1820
- Escolanía 1980-1992
- Lluminaria 1407-1828
4. Capelles de la Catedral 1305-1999
5. Comfradies de la Catedral 1354-1986
CAPÍTOL
I. Constitucions i Secretaría
A/ Constitucions
1. Privilegis pontificis i reals 876-1972
2. Ordenaments 1308-1986
3. Resolucions1343-1999
4. Manuals capitulars 1602-1839
5. Llibres de la visita pastoral
- sede vacante 1576-1766
- Altres 1941-1954
B/ Secretaría
1. Secretaría general 1840-1999
2. Esborranys d'actes capitulars 1766-1999
3. Correspondència 1505-1599
4. Comissions 1550-1803
5. Llibres d'assistència a cor 1628-1999
6. Llibres de torns 1524-1971
7. Llibres de col·lacions 1473-1963
8. Estadística capitular s.XVIII-1993
II. Dignitats i oficis
1. Ardiaconat Major 1434-1845
2. Deonat 1415-s.XX
3. Ardiaconats Forans 1495-s.XIX
4. Dignitats Reals 1455-1752
5. Sagristia Major 1478-1831
6. Arxiu capitular s.XV-1999
7. Notaría Capitular 1292-1862
III. Procuras
1. Dècima, Subsidi i Excusat 1297-1849
2. Lezdas de Mediona y Real ss.XIII-XIX
3. Llegats de llibres "Extravagants" 1267-1950
4. Cisma d'Occidente s.s.XIV-XV
IV. Mensa Capitular
1. Administració general de la Caritat 1331-1836
2. Prepositures 1279-1894
3. Censsos i cençals 1343-1897
4. Beneficis 1299-1914
5. Priorats 1313-1827
6. Capellaníes y Vicaríes 1395-1829
7. Causes Píes 1461-1925
8. Aniversaris s.XIII-1972
9. Mises 1496-1999
10.Pastrim (pa i carnicería) 1403-1820
11.Manna (funerària) 1505-1833
13.Hospitals 1375-1997
14. Ploms de la "Caritat" 1549-1846
V. Pía Almoina
A/ Llibres notarials
1. "Liber iudiciarius" 1515-1736
2. Ápocas de la Pia Almoina 1431-1649
3. Arrendaments 1563-1760
4. Testaments 1331-s.XVIII
5. Procures i altres llibres ss.XV-XVIII
6. Capbrevació 1347-1783
B/ Administració
1. Ingressos:
-Censos i censals 1325-1756
-Morabetins i Llevadors 1508-1749
-Capbrevació de Carnisser 1297-1531
-Laudemis 1395-1729
2. Despeses
-Administració general de la Pia Almoina 1284-1820
-Albarans 1353-1822
-Majordomia 1343-1683
-Ministral 1533-1635
-Llibres de Porcions 1427-1855
3. Administracions foránies (75 poblacions) ss.XIII-XIX
VI. Processos ss.XIII-XX
VII. Miscelánea ss.XII-XX

## Instruments de descripció
L'arxiu capitular de Barcelona disposa de diverses eines de descripció:
- JOSÉ OLIVERAS CAMINAL, Cartas Reales: (s. XII-XV) Catálogo. (Barcelona, 1946, 224 pàgs.)
- CATÀLEG DE L'ARXIU CAPITULAR DE LA S. E. CATEDRAL BASÍLICA DE BARCELONA: 1. ÀNGEL FÀBREGA I GRAU, i JOSEP BAUCELLS I REIG, Índex general de les sèries documentals (Barcelona, 1943, 220 pàgs.).

## Serveis
L'arxiu disposa d'una biblioteca auxiliar on figuren tots els estudis monogràfics que s'han fet sobre la catedral i els seus monuments històrics i artístics. També disposa de servei de reprografia.